# Pterinoxylus crassus
Pterinoxylus crassus is een insect uit de orde Phasmatodea en de familie Pseudophasmatidae. De wetenschappelijke naam van deze soort is voor het eerst geldig gepubliceerd in 1889 door Kirby.